# Gerhard Meier (Schriftsteller)

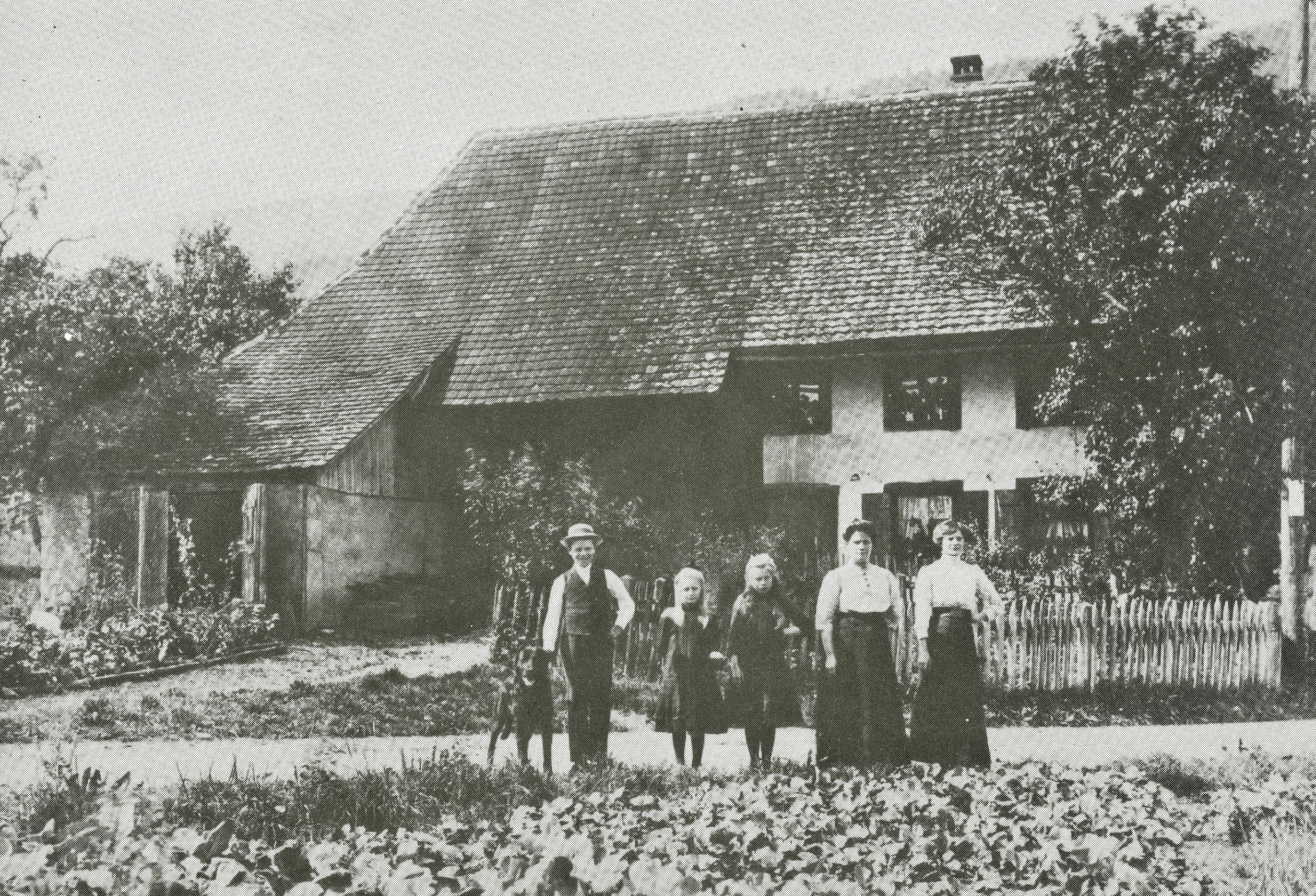
Geburtshaus von Gerhard Meier in Niederbipp alias Amrain 1913 (vier Jahre vor Gerhard Meiers Geburt).

Gerhard Meier (* 20. Juni 1917 in Niederbipp; † 22. Juni 2008 in Langenthal) war ein Schweizer Schriftsteller und Designer.

## Leben
Gerhard Meier wuchs in seiner Heimatgemeinde Niederbipp im bernischen Oberaargau auf, dort verbrachte er fast sein ganzes Leben. Da sich sein Berufswunsch – Architekt – nicht verwirklichen liess, begann er ein Hochbau-Studium am Technikum in Burgdorf. Nach dem Abbruch dieses Studiums trat er 1938 in die Lampenfabrik AKA in Niederbipp ein. Dort arbeitete er – nur unterbrochen von seinem Militärdienst während des Zweiten Weltkriegs – die folgenden 33 Jahre als Designer und schliesslich als technischer Leiter.
Meier, Leser von Leo Tolstoi, Claude Simon und Robert Walser, hatte bereits während seiner Studienzeit erste schriftstellerische Versuche unternommen, die er jedoch mit dem Eintritt ins Berufsleben gänzlich aufgab. Er nahm die Beschäftigung mit der Literatur und das Schreiben 1957 wieder auf, als er wegen einer Tuberkulose-Erkrankung einige Zeit im Sanatorium in Heiligenschwendi verbrachte. 1964 erschien sein erster Gedichtband, dem weitere Veröffentlichungen folgten. 1971, als er nach eigener Aussage seine «Bürgerlichkeit quasi abgestottert» hatte, gab Meier seine Tätigkeit in der Industrie auf; er lebte seitdem als freier Schriftsteller in Niederbipp.
Einer breiteren Öffentlichkeit wurde er 1979 bekannt, als Peter Handke die Hälfte des ihm verliehenen Franz-Kafka-Preises Gerhard Meier zukommen liess. Auch nach dem Erscheinen seiner Hauptwerke in den Siebziger- und Achtzigerjahren und trotz einer stetig wachsenden Anerkennung durch die Literaturkritik verweigerte sich Meier weitgehend dem Literaturbetrieb und führte ein zurückgezogenes Leben. 1997 verstarb seine Frau Dorli (Dora), mit der er seit 1937 verheiratet war. Das Paar hatte drei Kinder: Die Töchter Susanne Stöcklin-Meier und Ruth Scheidegger-Meier sowie einen Sohn, Pedro Meier.
Gerhard Meier hat Gedichte, Kurzprosa und Romane verfasst, in denen er auf Plots verzichtet. «Zwischen der Welt der Lebenden und der Welt der Toten ebenso wie zwischen Vergangenheit und Gegenwart [...] zwischen Erfundenem und Realem» besteht jeweils nur eine «dünne Membran». In seinen Akzentuierungen des Lokalen, Kleinräumigen und im besten Sinn «Provinziellen» gelangen ihm poetische Betrachtungen, die an Robert Walser oder Adalbert Stifter erinnern.
Das Archiv von Gerhard Meier, wovon der literarische Teil sowie die Sammlung von Rezensionen betreffend Gerhard Meiers Werk im Sommer 1998 dem Schweizerischen Literaturarchiv übergeben wurden, dokumentiert durch Werktyposkripte, Reden und Aufsätze, Briefe, Zeitungsartikel, Bücher, Fotos und Videokassetten das schriftstellerische Wirken und kulturelle Engagement des Autors.
Gerhard Meier starb am 22. Juni 2008, zwei Tage nach seinem 91. Geburtstag, im Spital in Langenthal.

## Auszeichnungen
- 1964, 1968, 1971 und 1975: Förderpreise des Kantons Bern
- 1970 und 1976: Einzelwerkpreise der Schweizerischen Schillerstiftung
- 1978: Literaturpreis der Stadt Bern
- 1981: Grosser Literaturpreis des Kantons Bern
- 1983: Petrarca-Preis
- 1986: Gesamtwerkspreis der Schweizerischen Schillerstiftung
- 1991: Fontane-Preis
- 1991: Hermann-Hesse-Preis
- 1992: Kunstpreis des Kantons Solothurn
- 1994: Gottfried-Keller-Preis
- 1994: Großkreuz des Päpstlichen Silvesterordens.[4]
- 1999: Heinrich-Böll-Preis
- 2015: Hörspiel des Monats Februar 2015 für Ob die Granatbäume blühen

## Werke

### Einzelausgaben
- Das Gras grünt. Gedichte. Benteli, Bern 1964.
- Im Schatten der Sonnenblumen. Gedichte. Kandelaber, Bern 1967.
  - Einige Häuser nebenan. Ausgewählte Gedichte (aus Das Gras grünt und Im Schatten der Sonnenblumen). Zytglogge, Gümligen 1973.
- Kübelpalmen träumen von Oasen. 60 Prosaskizzen. Kandelaber, Bern 1969.
- Es regnet in meinem Dorf. Gedichte. Walter, Olten 1971.
  - Papierrosen. Gesammelte Prosaskizzen (aus Kübelpalmen träumen von Oasen und Es regnet in meinem Dorf). Zytglogge, Gümligen 1976.
- Der andere Tag. Ein Prosastück. Zytglogge, Gümligen 1974.
- Der Besuch. Roman. Zytglogge, Gümligen 1976.
- Der schnurgerade Kanal. Roman. Zytglogge, Gümligen 1977.
  - Neuausgabe in der Reihe Schweizer Bibliothek. Tamedia, Zürich 2006.
- Toteninsel. Roman. Zytglogge, Gümligen 1979.
- Borodino. Roman. Zytglogge, Gümligen 1982.
- Die Ballade vom Schneien. Roman. Zytglogge, Gümligen 1985.
- Signale und Windstöße. Gedichte und Prosa. Auswahl und Nachwort von Heinz F. Schafroth. Reclam, Stuttgart 1989.
- Land der Winde. Roman. Suhrkamp, Frankfurt am Main 1990.
- Das dunkle Fest des Lebens. Amrainer Gespräche (mit Werner Morlang). Bruckner & Thünker, Köln/Basel 1995.
  - Erweiterte Neuauflage: Zytglogge, Oberhofen 2007, ISBN 978-3-7296-0734-7.
- Ob die Granatbäume blühen. Suhrkamp, Frankfurt am Main 2005, ISBN 3-518-41677-4 (2019: Insel-Bücherei 1473)

### Werkausgabe
- Werke. 3 Bände, Zytglogge, Gümligen 1987–1989, ISBN 3-7296-0268-3.
  - Neuausgabe in 4 Bänden: Zytglogge, Oberhofen am Thunersee 2008, ISBN 978-3-7296-0762-0.

Einzeln:
- Band 1: Einige Häuser nebenan / Papierrosen / Der andere Tag, ISBN 3-729-60265-9.
  - neu als: Gedichte und Prosaskizzen. ISBN 978-3-729-60775-0.
- Band 2: Der Besuch / Der schnurgerade Kanal. ISBN 3-729-60266-7.
  - neu als: Die ersten Romane. ISBN 978-3-729-60776-7.
- Band 3: Baur und Bindschädler. Borodino / Toteninsel / Ballade vom Schneien. ISBN 3-729-60267-5.
  - neu als: Baur und Bindschädler. (ergänzt mit Land der Winde) ISBN 978-3-729-60773-6.
- Band 4: Ob die Granatbäume blühen. Verstreute Texte. Reden und Materialien. Hg. v. Werner Morlang. ISBN 978-3-729-60774-3.

### Sonderausgabe
- Baur und Bindschädler. Amrainer Tetralogie. Vier Bände in Kassette: Toteninsel, Borodino, Die Ballade vom Schneien, Land der Winde. Suhrkamp (Bibliothek Suhrkamp 6882), Frankfurt am Main 2007, ISBN 978-3-518-06882-3.

### Künstlerbuch
- Gedichte. Künstlerbuch / artist's book, hrsg. und illustriert mit 12 Lithographien (Paraphrasen) von Pedro Meier (Sohn von Gerhard Meier) zum 70. Geburtstag von Gerhard Meier. Elephant Press, Bangkok 1987.

### Bildband
- Ein Spaziergang durch Olten mit Gerhard Meier. Zusammen mit Peter André Bloch. Dietschi, Olten 1997.

### Hörbuch
- Die Toteninsel. MP3-CD. Merian, Basel 2007, ISBN 978-3-85616-313-6.

### Hörspiel
- Ob die Granatbäume blühen. Regie: Janko Hanushevsky, Komposition und akustische Einrichtung: Merzouga, DLF 2015.